# Fragmen
Fragmen è un album in studio della cantante malese Siti Nurhaliza, pubblicato nel 2014.

## Tracce
1. Aku
2. Jaga dia untukku
3. Mula dan akhir
4. Kau sangat bererti
5. Sanubari
6. Terbaik bagimu
7. Warna dunia
8. Membunuh benci
9. Lebih indah